# لويز والر
لويز والر (بالإنجليزية: Louise Waller)‏ (30 يوليو 1969 في المملكة المتحدة - ) هي لاعبة كرة قدم بريطانية في مركز الدفاع. شاركت مع منتخب إنجلترا لكرة القدم للسيدات. أما مع النوادي، فقد لعبت مع Helsingin Jalkapalloklubi (women) ‏ وMillwall Lionesses L.F.C. ‏.

## وصلات خارجية
- لويز والر على موقع الاتحاد الدولي (مؤرشف)  (الإنجليزية)
- لويز والر على موقع قاعدة بيانات كرة القدم.إي يو (الإنجليزية)